# Mistrovství světa v malém fotbale žen IFA7
Mistrovství světa v malém fotbale žen IFA7 se koná se od roku 2022 a pořádá ho International Football Association 7 (IFA7). Na posledním šampionátu v Peru v září 2022 zvítězili domácí reprezentantky Peru.

## Turnaje
| Rok  | Hostitel    | Finále | Finále             | Finále             | Zápas o     | Zápas o | Zápas o      |
| Rok  | Hostitel    | Vítěz  | Skóre              | Poražený finalista | Třetí místo | Skóre   | Čtvrté místo |
| ---- | ----------- | ------ | ------------------ | ------------------ | ----------- | ------- | ------------ |
| 2022 | Peru (Lima) | Peru   | 2 – 2 (3 – 0) pen. | Kostarika          | Chile       | 3 – 1   | Venezuela    |

## Medailový stav podle zemí do roku 2022 (včetně)
| Pořadí | Země      | Zlato | Stříbro | Bronz | Celkem |
| 1.     | Peru      | 1     | 0       | 0     | 1      |
| 2.     | Kostarika | 0     | 1       | 0     | 1      |
| 3.     | Chile     | 0     | 0       | 1     | 1      |